# Казас, Илья Исаевич
Илья́ Иса́евич (Исаа́кович) Каза́с (25 октября [6 ноября] 1874, Санкт-Петербург — 1948, Днепропетровск) — русский и советский врач-офтальмолог, доктор медицины, профессор.

## Биография
Родился в 1874 году в Санкт-Петербурге в караимской семье. Отец — евпаторийский мещанин, санкт-петербургский 2-гильдии купец Исаак Ильич Казас, занимался табачной торговлей.
В 1894 году окончил 3-ю Санкт-Петербургскую гимназию. Учился на медицинском факультете Киевского университета Святого Владимира. Принадлежит к школе русских профессоров-офтальмологов Л. Г. Беллярминова. После окончания Военно-медицинской академии стал военным врачом, работал ординатором Брест-Литовского военного госпиталя. С 1910 года работал ассистентом в глазной клинике профессора Л. Г. Беллярминова. В 1912 году в Военно-медицинской академии защитил диссертацию на степень доктора медицины на тему «К патологии метил-алкогольного амавроза», в которой коснулся вопроса связи алкоголизма со слепотой и настаивал на изъятии из продажи дешёвого древесного (метилового) спирта. Во время Первой мировой войны был главным врачом полевого запасного госпиталя № 264. В июле 1915 года представлен к награждению Орденом Святого Станислава 3-й степени «за отлично-усердную службу и труды, понесённые во время военных действий». С 1919 по 1922 год работал ассистентом в Одесской глазной клинике, возглавляемой профессором В. П. Филатовым.
С 1922 по 1948 год — профессор и заведующий кафедрой глазных болезней Екатеринославского (Днепропетровского) медицинского института. Участвовал в создании отечественного руководства по глазным болезням под редакцией профессора Л. Г. Беллярминова и приват-доцента А. И. Мерца. В 1932 году возглавил кафедру глазных болезней Днепропетровского института усовершенствования врачей. В 1935 году общественность Днепропетровска праздновала 35-летие научной деятельности И. И. Казаса. Во время эвакуации, в 1941—1944 годах, работал в Казахском научно-исследовательском офтальмологическом институте в Алма-Ате.
Умер в 1948 году в Днепропетровске.

### Семья
Жена — Наталья Мартыновна (Марковна) Казас. В 1974 году передала в дар Ульяновскому краеведческому музею кофейный столик, ранее принадлежавший И. А. Гончарову.
Жил в Днепропетровске по адресу пл. Октябрьская, 6, кв. 3.

## Научная деятельность
Автор 95 научных работ по вопросам офтальмологии, 25 из которых посвящены проблемам сифилиса глаза. Большой популярностью пользовались учебники «Основы терапии глазных болезней» и «50 примеров назначения очков». Разработал метод склероиридэктомии, который использовался при лечении больных глаукомой. Под руководством И. И. Казаса выполнены и защищены одна докторская и 10 кандидатских диссертаций.

## Общественная деятельность
Член-сотрудник попечительства императрицы Марии о слепых.